# Gynostème

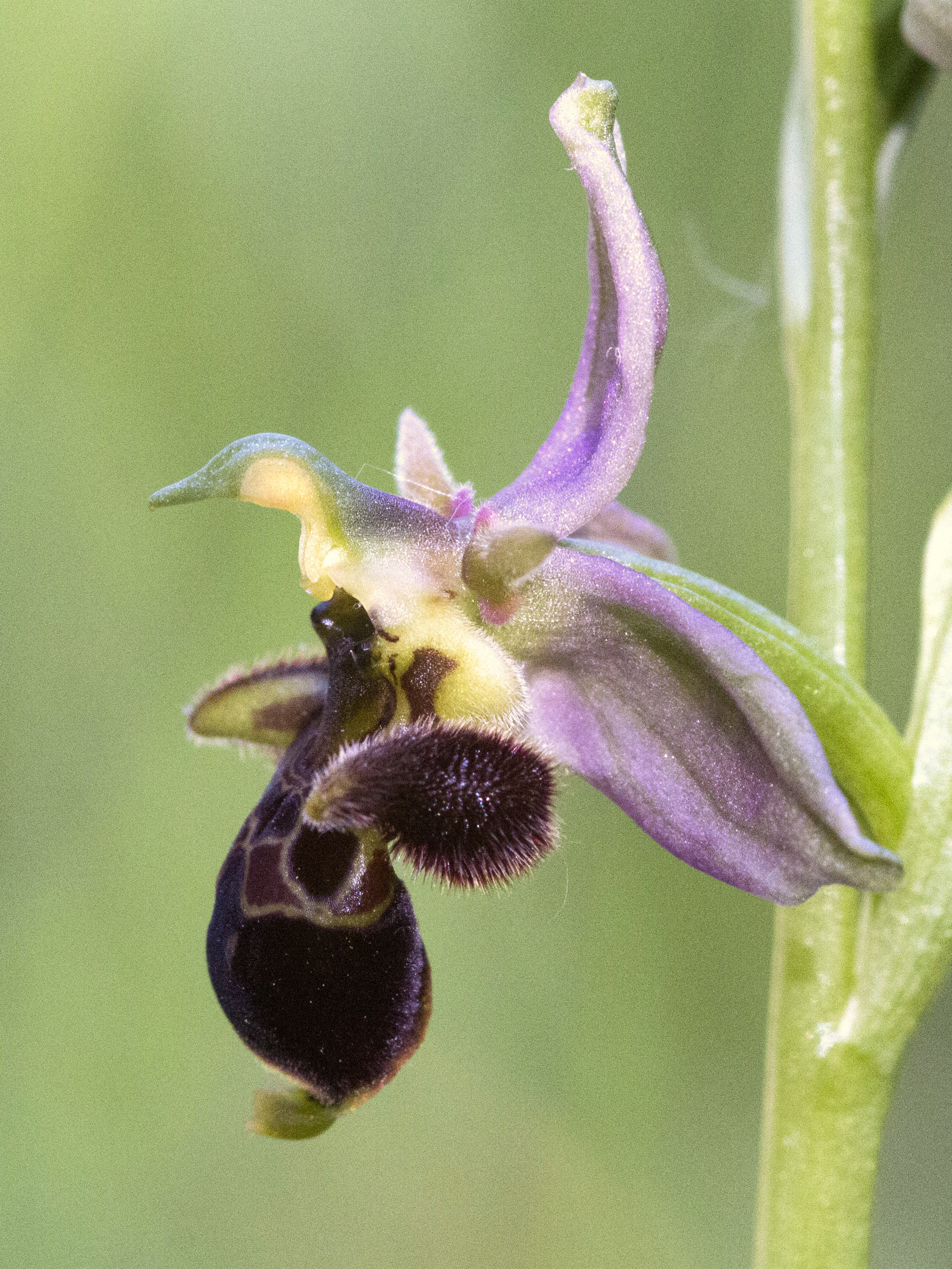
Gynostème vert et jaune en forme d'oiseau qui a donné son nom à l'Ophrys bécasse.

Gynostème et colonne désignent les organes sexuels soudés des orchidées soit l'androcée fusionné avec le gynécée. Plus spécifiquement, il s'agit d'une colonne dressée ou allongée située au centre de la fleur et où se trouvent les étamines et leurs pollinies composant l'organe mâle et le style et le stigmate composant l'organe femelle, stratégiquement disposés pour que l'insecte soit obligé de remplir son rôle de pollinisateur.
Étymologiquement, ce mot est composé de gyno-, provenant du grec ancien γυνή (gunê) « femme » et de -stème, provenant du grec ancien στεμμα (stemma) « couronne » qui a donné « étamine ».
Plus précisément, le gynostème est composé de diverses pièces nommées anthères, auricules, staminode, clinandre, pollinies, claudicule, viscidium, bursicule, rostellum et stigmate.

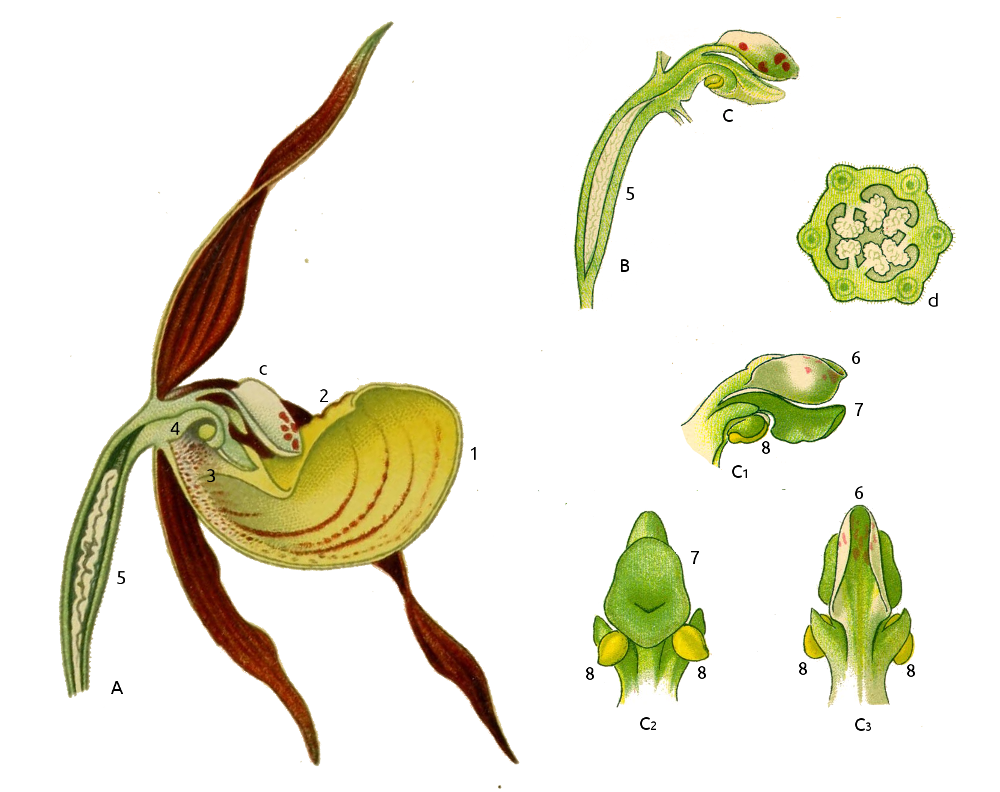
Diagramme floral du Sabot de vénus (cypripedium calceolus). Légende : a) coupe longitudinale de la fleur ; b) coupe longitudinale de l'ovaire et du gynostème ; c) gynostème ; c1) gynostème vue de côté ; c2) gynostème vue de devant ; c3) gynostème vue de derrière d) coupe transversale du gynostème par l'ovaire. 1) labelle ; 2) entrée avant du labelle ; 3) passage obligé des insectes ; 4) sortie arrière du labelle ; 5) ovaire ; 6) staminode ; 7) stigmate ; 8) anthère et pollinies.